# Hugh A. Robertson
Hugh A. Robertson (* 28. Mai 1932 in Brooklyn, New York City; † 10. Januar 1988 in Los Angeles, Kalifornien) war ein US-amerikanischer Filmeditor und Filmregisseur. 

## Leben
Robertson war zu Beginn der 1960er Jahre als „sound editor“ und Schnittassistent tätig. Mit Harvey Middleman, Feuerwehrmann aus dem Jahr 1965 war er erstmals als eigenständiger Filmeditor tätig. 1969 folgte Asphalt-Cowboy, für den er als erster afroamerikanischer Editor eine Nominierung für den Oscar in der Kategorie Bester Schnitt erhielt. Zudem wurde er mit einem BAFTA Film Award ausgezeichnet. Ebenfalls 1969 gab er sein Debüt als Regisseur und Drehbuchautor mit der Fernsehproduktion  ...And Beautiful. Shaft aus dem Jahr 1971 war die letzte Produktion, an der er im Bereich Filmschnitt gearbeitet hat.
Nach seiner Regiearbeit an Melinda im Jahr 1972 verließ er die Vereinigten Staaten und ließ sich in Trinidad und Tobago nieder. Bis 1987 war er als Regisseur tätig, unter anderem für einige Dokumentationen, im Jahr darauf verstarb er an den Folgen einer Krebserkrankung. 
1982 wurde er in die Black Filmmakers Hall of Fame aufgenommen.
Robertson war verheiratet und Vater zweier Kinder.

## Filmografie (Auswahl)

### Als Filmeditor
- 1965: Harvey Middleman, Feuerwehrmann (Harvey Middleman, Fireman)
- 1969: Asphalt-Cowboy (Midnight Cowboy)
- 1971: Shaft (Harvey Middleman, Fireman)

### Als Regisseur
- 1969: ...And Beautiful
- 1970: ...And Beautiful II
- 1972: Melinda
- 1974: Bim